# Ordine di Hailé Selassié I
L'Ordine di Hailé Selassié I è stato un Ordine cavalleresco della Dinastia Solomonide.

## Storia
L'Ordine venne fondato nel 23 luglio 1992 per premiare particolare benemerenze del movimento panafricano.

## Classi
L'Ordine dispone delle seguenti classi di benemerenza che danno diritto a dei post nominali qui indicati tra parentesi:
- Gran Collare (GCHS)
- Membro (OHS)

## Insegne
- Il nastro è azzurro con sottili bordi rossi, gialli e verdi.